# Miguel Lizarazu
Miguel Lizarazu Sarriegi nacido en el caserío Arpidegieta de Usúrbil (Guipúzcoa, España) en 1924. Fue un ciclista español, profesional entre los años 1942 y 1948, durante los que consiguió 13 victorias. Su hermano Sotero Lizarazu, también fue ciclista.
Era un corredor que subía bien, logrando la mayoría de sus victorias en pruebas de un día con llegadas en subida. Es de destacar su dedicación al ciclocrós, en el que logró cuatro Campeonato de España de Ciclocrós. Murió en el 2002.

## Palmarés
| 1943 - Campeonato de España de Ciclocrós - Beasáin - Arretxabaleta 1944 - 2.º en el Campeonato de España de Ciclocrós 1945 - Campeonato de España de Ciclocrós - Subida a Santo Domingo - Subida a Estibaliz - Subida a Arantzazu - 1 etapa de la Vuelta a Guipúzcoa - Bergara | 1946 - Campeonato de España de Ciclocrós 1947 - Subida a Arrate - 2.º en el Campeonato de España de Ciclocrós 1948 - Subida a Arrate - Campeonato de España de Ciclocrós |

## Equipos
- Real Sociedad (1943-1945)
- Gallastegui (1946-1947)
- Real Sociedad (1948)